# Chaceon sanctaehelenae
Chaceon sanctaehelenae är en kräftdjursart som beskrevs av Manning och Lipke Bijdeley Holthuis 1989. Chaceon sanctaehelenae ingår i släktet Chaceon och familjen Geryonidae. Inga underarter finns listade i Catalogue of Life.